# Личное дело судьи Ивановой
«Личное дело судьи Ивано́вой» — советский художественный фильм. Последний фильм режиссёра Ильи Фрэза.

## Сюжет
В жизни судьи Любови Григорьевны Ивановой всё шло благополучно до того момента, когда её дочь Леночка услышала в телефонной трубке сообщение, адресованное её матери. Неизвестная «доброжелательница» сообщала ненавистной судье, что её муж встречается с другой женщиной. Девочка пытается наладить отношения между отцом и матерью, а когда ей это не удаётся, решает уйти из дома.

## В ролях
- Оксана Дацкая — Лена Иванова
- Наталья Гундарева — Любовь Григорьевна Иванова, судья
- Сергей Шакуров — Сергей Иванов
- Лилия Гриценко — бабушка, мать Любови Григорьевны
- Марина Зудина — Ольга Николаевна, учительница музыки
- Татьяна Пельтцер — Анна Николаевна, соседка бабушки
- Алексей Гуськов — Володя Климов, сосед Ольги Николаевны
- Аристарх Ливанов — незнакомец в аэропорту
- Лариса Гребенщикова — Нилина, мать
- Аня Белюженко — Нилина, дочь
- Татьяна Догилева — Михайлова
- Сергей Скрипкин — Михайлов
- Ирина Метлицкая — Вера Николаевна, учительница литературы
- Александра Турган — подруга Ольги Николаевны

## Съёмочная группа
- Автор сценария: Галина Щербакова
- Режиссёр: Илья Фрэз
- Оператор: Илья Фрэз (младший)
- Художник: Ольга Кравченя
- Композитор: Марк Минков